# فرار از پرتوریا
فرار از پرتوریا (به انگلیسی: Escape from Pretoria) فیلمی است در ژانر مهیج محصول ۲۰۲۰ به کارگردانی فرانسیس انان. فیلم بر اساس داستان واقعی فرار چند زندانی سیاسی از آفریقای جنوبی تحت حاکمیت آپارتاید در سال ۱۹۷۹ میلادی می‌باشد. داستان این فرار را تیم جنکین یکی از این زندانیان در سال ۲۰۰۳ منتشر کرده است. دنیل ردکلیف، دنیل وبر و ایان هارت در این فرار از پرتوریا به ایفای نقش پرداخته‌اند.

## داستان فیلم
دو مرد به دلیل مبارزه علیه آپارتاید در آفریقای جنوبی پس از دستگیری و  محاکمه به یکی از  زندان‌های  محلی پرتوریا منتقل می‌شوند. آنها خیلی زود تصمیم می‌گیرند نقشه‌ای را برای فرار از آنجا برنامه‌ریزی کنند، اما…